# Kitzingen
Kitzingen est une ville de Bavière, en Allemagne. Située en Franconie, c'est le chef-lieu de l'arrondissement de Kitzingen, et comptait 21 000 habitants en 2007.

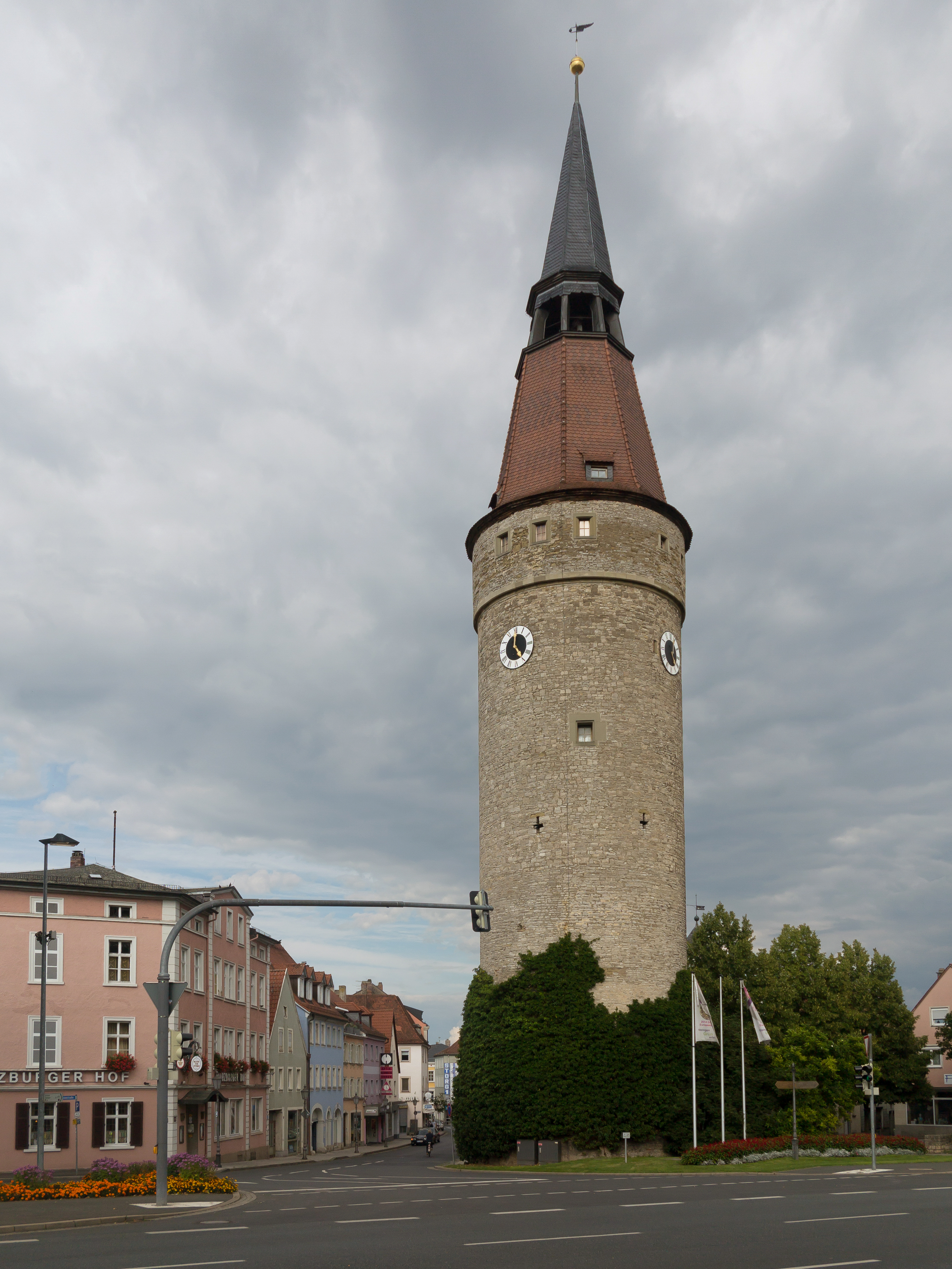
Kitzingen, tour : der Falterturm.

Elle s'est développée autour d'une ancienne abbaye bénédictine fondée en 746. Entourée de vignes, Kitzingen est le centre de négoce du vin de Franconie. La Cave coopérative de vinification centrale et localisée ici. Avec ses quelque 2600 membres par an, elle produit aujourd'hui, environ 12 millions de litres de vin. 

La ville détient le record de chaleur sur le territoire allemand avec 40,3 °C le 5 juillet 2015. C'est la température la plus élevée mesurée en Allemagne depuis le début des relevés systématiques en 1881.

## Histoire
| Appartenances historiques Principauté d'Ansbach 1443–1628 Principauté épiscopale de Wurtzbourg 1628–1803 Électorat de Bavière 1803–1805 Électorat de Wurtzbourg 1805–1806 Grand-duché de Wurtzbourg 1806–1814 Royaume de Bavière 1814–1918 République de Weimar 1918–1933 Reich allemand 1933–1945 Allemagne occupée 1945–1949 Allemagne 1949–présent |

## Personnalités
- Sainte Thècle (morte vers 790), religieuse bénédictine.
- Paul Eber (1511-1569), poète et théologien.
- Louis-Adrien Brice de Montigny (1731-1811), général des armées de la Révolution française, y est né.
- Karlheinz Smieszek (1948-), champion olympique de tir.

## Jumelage
- Prades (France) depuis 1984